# Tim de Cler
Tim de Cler (* 8. November 1978 in Leiden) ist ein ehemaliger niederländischer Fußballspieler.

## Werdegang
In seiner Heimatstadt Leiden beim Verein Lugdunum wurde Tim de Cler von Scouts von Ajax Amsterdam entdeckt und in die Ajax-Jugend geholt. Dort durchlief er die Jugendmannschaften, bis er 1997/98 zum ersten Mal in der ersten Mannschaft in der Eredivisie eingesetzt wurde. Im selben Jahr wurde Ajax Meister und Pokalsieger. In den kommenden Jahren, die für den niederländischen Serienmeister nicht so befriedigend verliefen, kam er regelmäßig in der Abwehr zum Einsatz und holte 1999 erneut den niederländischen Pokal.
Als er aber ausgerechnet im erfolgreichen Jahr 2002 mit Meisterschaft und erneutem Pokalsieg unter Trainer Ronald Koeman nur noch zweite Wahl war, wechselte er zum AZ Alkmaar. Dort war er sofort gesetzter Stammspieler in der Abwehr und war maßgeblich am Aufstieg des Vereins beteiligt, der 2006 bis zur Vize-Meisterschaft führte. In der Saison 2004/05 wurde er zudem bei der Wahl zum niederländischen Fußballer des Jahres hinter Dirk Kuyt und Phillip Cocu auf Platz 3 gewählt. 
Im Juni 2007 wechselte er zu Feyenoord Rotterdam. Dort spielte er vier weitere Jahre in der Eredivisie und gewann 2008 das vierte und letzte Mal den niederländischen Pokal. Nach Auslaufen seines Vertrags wechselte er zur Spielzeit 2011/12 nach Zypern zu AEK Larnaka. Auf der Mittelmeerinsel spielte er zunächst erneut gemeinsam mit seinem Rotterdamer Mannschaftskameraden Kevin Hofland. 2013 beendete er seine Karriere.
De Cler kam von 2005 bis 2008 in 17 Spielern für die niederländische Fußballnationalmannschaft zum Einsatz. Er nahm auch an der Weltmeisterschaft 2006 und der Europameisterschaft 2008 teil.

## Titel und Erfolge
- Niederländischer Meister: 1998, 2002 (Ajax Amsterdam)
- Niederländischer Vize-Meister: 2006 (AZ Alkmaar)
- Niederländischer Pokalsieger: 1999, 1999, 2002 (alle Ajax Amsterdam), 2008 (Feyenoord Rotterdam)
- Platz 3 („Bronzen Schoen“) in der Wahl zum Spieler des Jahres 2005